# مدار مولنیا

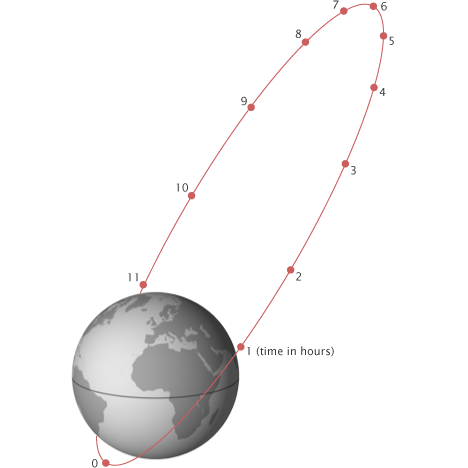
Figure 1: مدار مولنیا معمولاً از حضیض +۲ ساعت تا حضیض +۱۰ ساعت برای انتقال به نیمکره شمالی استفاده می‌شود.

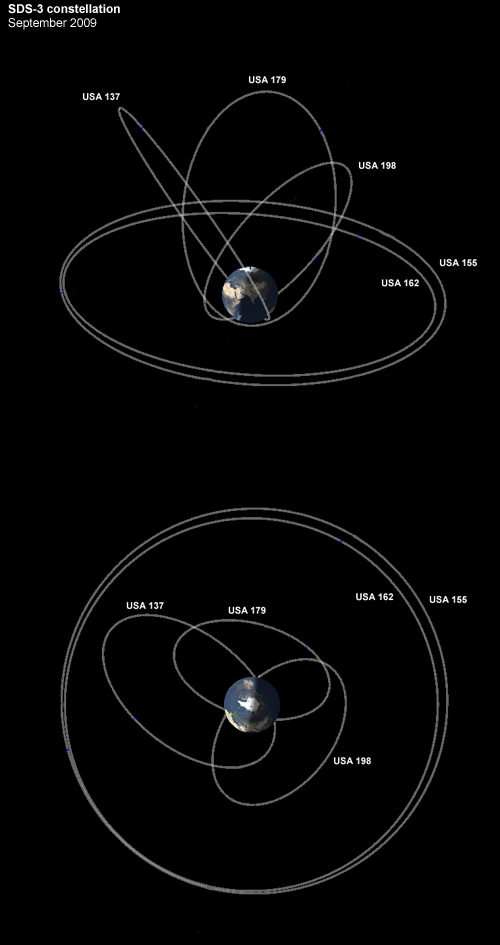
Figure 2: صورت فلکی SDS که از ماهواره‌ها در ترکیبی از مدارهای زمین ثابت و مولنیا استفاده می‌کند. صورت فلکی ماهواره‌های مدار مولنیا از سه ماهواره در سطوح مداری مختلف استفاده می‌کند که اوج‌های آن با ماهواره‌های زمین‌ایستا قابل مقایسه است..

مدار مولنیا (روسی: Молния؛ IPA: [ˈmolnʲɪjə] ())(به روسی: Молния، IPA: [ˈmolnʲɪjə] (گوش دادن)، "رعد و برق") نوعی مدار ماهواره‌ای است که برای ارائهٔ ارتباطات و پوشش سنجش از دور در عرض‌های جغرافیایی بالا طراحی شده‌است. این یک مدار بسیار بیضوی با شیب ۶۳٫۴ درجه، [شناسه حضیض]] ۲۷۰ درجه، و تناوب مداری تقریباً نیمی از روز بیضوی است.[۱] این نام از ماهواره‌های مولنیا گرفته شده‌است؛ مجموعه‌ای از ماهواره‌های ارتباطی غیرنظامی و نظامی شوروی/روسیه که از اواسط دهه ۱۹۶۰ از این گونه مدار استفاده می‌کنند.
مدار مولنیا دارای زمان ماندگاری طولانی بر روی نیمکرهٔ مورد نظر است، در حالی که بر روی نیمکرهٔ دیگر بسیار سریع حرکت می‌کند. در عمل، آن را بر فراز روسیه یا کانادا در بیشتر مدار خود قرار می‌دهد و زاویه دید بالایی را برای ارتباطات و ماهواره‌های نظارتی که این مناطق با عرض جغرافیایی بالا را پوشش می‌دهند، فراهم می‌کند. مدارهای زمین ایستا، که لزوماً روی استوا متمایل هستند، فقط می‌توانند این مناطق را از زاویه پایین مشاهده کنند و عملکرد را مختل کنند. در عمل، یک ماهواره در مدار مولنیا همان هدفی را برای عرض‌های جغرافیایی بالا انجام می‌دهد که ماهواره‌های زمین ایستا برای مناطق استوایی انجام می‌دهند، با این تفاوت که چندین ماهواره برای پوشش مداوم مورد نیاز است.[۲]
ماهواره‌های قرار گرفته در مدارهای مولنیا برای پخش تلویزیونی، مخابرات، ارتباطات نظامی، رله، نظارت بر آب و هوا، سیستم‌های هشدار اولیه و برخی اهداف طبقه‌بندی شده استفاده شده‌اند.